# آلفونسو فریمن
آلفونسو فریمن (انگلیسی: Alfonso Freeman؛ زادهٔ ۱۳ سپتامبر ۱۹۵۹) یک هنرپیشه اهل ایالات متحده آمریکا است. وی از سال ۱۹۹۴ میلادی تاکنون مشغول فعالیت بوده‌است.